# Giacomo Cao
Giacomo Cao (Cagliari, 22 settembre 1960) è un ingegnere italiano.
Dal novembre 2016 è stato inserito nella lista dei Top Italian Scientists.
Da luglio 2018 fa parte della Commissione Nazionale per la Previsione e Prevenzione dei Grandi Rischi per il settore chimico, nucleare, industriale e trasporti, e resta in carico fino a settembre 2023. 
Il 9 luglio 2020 viene nominato amministratore unico del CRS4 e resta in carica fino al 16 maggio 2025

## Biografia
Dopo il diploma di maturità classica presso il liceo Giovanni Maria Dettori di Cagliari è diventato, nel 1986, dottore con lode in ingegneria chimica presso l'Università degli Studi di Cagliari.
Nel 1990 ha conseguito presso l'Università di Bologna il dottorato di ricerca in ingegneria chimica, diventando lo stesso anno ricercatore presso l'Università degli Studi di Cagliari e professore associato nel 1992. Dal marzo 2001 è professore ordinario di "principi di ingegneria chimica" ed è stato visiting scholar presso il dipartimento di ingegneria chimica dell'Università di Notre Dame, negli USA, nel 1988, 1992 e 1993, oltre che ricercatore associato nel 1993 presso la stessa università americana. Dal 1998 al 2015 è stato consulente del Centro di Ricerca, Sviluppo, Studi Superiori in Sardegna (CRS4), di cui è diventato amministratore unico il 9 luglio 2020.
Dal 2013 ha rivestito il ruolo di presidente del distretto aerospaziale della Sardegna e da luglio 2015 a giugno 2021 il ruolo di direttore del dipartimento di ingegneria meccanica chimica e dei materiali dell'Università degli Studi di Cagliari .
Nel 2014 viene concesso in Europa, Stati Uniti d’America, Russia, Cina, Giappone e India il brevetto "Processi per ottenere prodotti utili al sostentamento di missioni per il pianeta Marte" di cui è coautore.
È coautore di oltre 280 pubblicazioni su riviste specialistiche a carattere nazionale ed internazionale che determinano valori di h-index rispettivamente pari a 47 (Scopus) e 53 (Google Scholar), oltre che di 6 libri e 13 brevetti.

## Opere
- Giacomo Cao, Maria Laura Pilia e Antonio Viola, Simulazione modellistica del reattore e del rigeneratore dell'unita FCC, Bologna, Pitagora, 2000,  pp. 1-96, ISBN 88-371-1131-2.
- (EN) Giacomo Cao, Francesco Delogu e Roberto Orrù, Advanced Technologies based on Self-propagating and Mechanochemical Reactions for Environmental Protection, Kerala, Research Signpost, 2003,  pp. 1-100, ISBN 8177361732.
- Alessandro Concas e Giacomo Cao, Tecnologie per la bonifica di siti contaminati, Cagliari, CUEC, 2004,  pp. 1-85, ISBN 88-8467-174-4.
- Giacomo Cao, Alessandro Concas e Roberto Serra, Analisi della produzione di rifiuti speciali in Sardegna, Cagliari, CUEC, 2005,  pp. 1-203, ISBN 88-8467-219-8.
- (EN) Roberto Orrù e Giacomo Cao, Current Environmental Issues and Challenges, Berlino, Springer, 2014, ISBN 978-9401787765.
- (EN) Giacomo Cao e Roberto Orrù, Spark Plasma Sintering: Current Status, New Developments and Challenges: A Review of the Current Trends in SPS, 2019,  pp. 1-396, ISBN 0128177446.

## Riconoscimenti
- Premio Navicella Sardegna 2021[13]
- Premio Alziator 2022[14]
- Medaglia commemorativa conferenza internazionale sugli aspetti storici della tecnologia SHS[15]